# Oscar Nogués
Óscar Nogués, född den 21 maj 1978 i Priorat de Banyeres, Spanien, är en spansk racerförare.

## Racingkarriär
Nogués började med racing på hög nivå sent, då han körde SEAT León-cupen i Spanien 2005 och vann densamma. 2006 upprepade han triumfen, och efter det tog Nogués silver i 2007 och brons 2008. Han vann även SEAT León Eurocup 2008, samma år som han blev tvåa i European Touring Car Cup. Han fick under dessa år även göra några inhopp i WTCC.